# Premio Cy Young
En Béisbol, el Premio Cy Young es una distinción otorgada anualmente al mejor lanzador de las grandes ligas. El premio fue otorgado por primera vez en 1956 en honor al lanzador Cy Young, quién ganó 511 juegos y es miembro del Salón de la Fama del Béisbol, quien murió en 1955. El premio fue originalmente otorgado al mejor lanzador de las grandes ligas, pero desde 1967 se otorga el mejor lanzador de cada liga (Liga Americana y Liga Nacional).
Para otorgar el premio se realiza una votación entre 28 miembros de la Asociación de escritores sobre béisbol de los Estados Unidos. Cada votante llena una boleta con los tres mejores lanzadores de cada liga. Para ponderar los votos se utiliza la siguiente fórmula: Puntuación = 5P + 3S + T, donde P, S y T es el número de votos que colocan al lanzador en primero segundo y tercer lugar respectivamente. El lanzador de cada liga con mayor puntuación recibe el premio. Si dos lanzadores tienen la misma puntuación, el premio se comparte.

## Ganadores del Premio Cy Young

### Premio combinado (1956-1966)
| Año  | Lanzador      | Equipo                   | G/P   | Salvados | Efectividad |
| ---- | ------------- | ------------------------ | ----- | -------- | ----------- |
| 1956 | Don Newcombe  | Brooklyn Dodgers (NL)    | 27-7  | 0        | 3.06        |
| 1957 | Warren Spahn  | Milwaukee Braves (NL)    | 21-11 | 3        | 2.69        |
| 1958 | Bob Turley    | New York Yankees (AL)    | 21-7  | 1        | 2.97        |
| 1959 | Early Wynn    | Chicago White Sox (AL)   | 22-10 | 0        | 3.17        |
| 1960 | Vern Law      | Pittsburgh Pirates (NL)  | 20-9  | 0        | 3.08        |
| 1961 | Whitey Ford   | New York Yankees (AL)    | 25-4  | 0        | 3.21        |
| 1962 | Don Drysdale  | Los Angeles Dodgers (NL) | 25-9  | 1        | 2.84        |
| 1963 | Sandy Koufax* | Los Angeles Dodgers (NL) | 25-5  | 0        | 1.88        |
| 1964 | Dean Chance   | Los Angeles Angels (AL)  | 20-9  | 4        | 1.65        |
| 1965 | Sandy Koufax* | Los Angeles Dodgers (NL) | 26-8  | 2        | 2.04        |
| 1966 | Sandy Koufax* | Los Angeles Dodgers (NL) | 27-9  | 0        | 1.73        |

### Liga Americana (1967-presente)
| Año  | Lanzador                  | Equipo                           | G/P        | Salvados | Efectividad |
| ---- | ------------------------- | -------------------------------- | ---------- | -------- | ----------- |
| 1967 | Jim Lonborg               | Boston Red Sox                   | 22-9       | 0        | 3.16        |
| 1968 | Denny McLain*             | Detroit Tigers                   | 31-6       | 0        | 1.96        |
| 1969 | Mike Cuéllar Denny McLain | Baltimore Orioles Detroit Tigers | 23-11 24-9 | 0        | 2.38 2.80   |
| 1970 | Jim Perry                 | Minnesota Twins                  | 24-12      | 0        | 3.04        |
| 1971 | Vida Blue                 | Oakland Athletics                | 24-8       | 0        | 1.82        |
| 1972 | Gaylord Perry             | Cleveland Indians                | 24-16      | 1        | 1.92        |
| 1973 | Jim Palmer                | Baltimore Orioles                | 22-9       | 1        | 2.40        |
| 1974 | Catfish Hunter            | Oakland Athletics                | 25-12      | 0        | 2.49        |
| 1975 | Jim Palmer                | Baltimore Orioles                | 23-11      | 1        | 2.09        |
| 1976 | Jim Palmer                | Baltimore Orioles                | 22-13      | 0        | 2.51        |
| 1977 | Sparky Lyle               | New York Yankees                 | 13-5       | 26       | 2.17        |
| 1978 | Ron Guidry*               | New York Yankees                 | 25-3       | 0        | 1.74        |
| 1979 | Mike Flanagan             | Baltimore Orioles                | 23-9       | 0        | 3.08        |
| 1980 | Steve Stone               | Baltimore Orioles                | 25-7       | 0        | 3.23        |
| 1981 | Rollie Fingers            | Milwaukee Brewers                | 6-3        | 28       | 1.04        |
| 1982 | Pete Vuckovich            | Milwaukee Brewers                | 18-6       | 0        | 3.34        |
| 1983 | La Marr Hoyt              | Chicago White Sox                | 24-10      | 0        | 3.66        |
| 1984 | Willie Hernández          | Detroit Tigers                   | 9-3        | 32       | 1.92        |
| 1985 | Bret Saberhagen           | Kansas City Royals               | 20-6       | 0        | 2.87        |
| 1986 | Roger Clemens*            | Boston Red Sox                   | 24-4       | 0        | 2.48        |
| 1987 | Roger Clemens             | Boston Red Sox                   | 20-9       | 0        | 2.97        |
| 1988 | Frank Viola               | Minnesota Twins                  | 24-7       | 0        | 2.64        |
| 1989 | Bret Saberhagen           | Kansas City Royals               | 23-6       | 0        | 2.16        |
| 1990 | Bob Welch                 | Oakland Athletics                | 27-6       | 0        | 2.95        |
| 1991 | Roger Clemens             | Boston Red Sox                   | 18-10      | 0        | 2.62        |
| 1992 | Dennis Eckersley          | Oakland Athletics                | 7-1        | 51       | 1.91        |
| 1993 | Jack McDowell             | Chicago White Sox                | 22-10      | 0        | 3.37        |
| 1994 | David Cone                | Kansas City Royals               | 16-5       | 0        | 2.94        |
| 1995 | Randy Johnson             | Seattle Mariners                 | 18-2       | 0        | 2.48        |
| 1996 | Pat Hentgen               | Toronto Blue Jays                | 20-10      | 0        | 3.22        |
| 1997 | Roger Clemens             | Toronto Blue Jays                | 21-7       | 0        | 2.05        |
| 1998 | Roger Clemens*            | Toronto Blue Jays                | 20-6       | 0        | 2.65        |
| 1999 | Pedro Martínez*           | Boston Red Sox                   | 23-4       | 0        | 2.07        |
| 2000 | Pedro Martínez*           | Boston Red Sox                   | 18-6       | 0        | 1.74        |
| 2001 | Roger Clemens             | New York Yankees                 | 20-3       | 0        | 3.51        |
| 2002 | Barry Zito                | Oakland Athletics                | 23-5       | 0        | 2.75        |
| 2003 | Roy Halladay              | Toronto Blue Jays                | 21-8       | 0        | 3.48        |
| 2004 | Johan Santana*            | Minnesota Twins                  | 20-6       | 0        | 2.61        |
| 2005 | Bartolo Colón             | Anaheim Angels                   | 21-8       | 0        | 3.48        |
| 2006 | Johan Santana*            | Minnesota Twins                  | 19-6       | 0        | 2.77        |
| 2007 | C. C. Sabathia            | Cleveland Indians                | 19-7       | 0        | 3.21        |
| 2008 | Cliff Lee                 | Cleveland Indians                | 22-3       | 0        | 2.54        |
| 2009 | Zack Greinke              | Kansas City Royals               | 16-8       | 0        | 2.16        |
| 2010 | Félix Hernández           | Seattle Mariners                 | 13-12      | 0        | 2.27        |
| 2011 | Justin Verlander          | Detroit Tigers                   | 24-5       | 0        | 2.40        |
| 2012 | David Price               | Tampa Bay Rays                   | 20-5       | 0        | 2.56        |
| 2013 | Max Scherzer              | Detroit Tigers                   | 21-3       | 0        | 2.90        |
| 2014 | Corey Kluber              | Cleveland Indians                | 18-9       | 0        | 2.44        |
| 2015 | Dallas Keuchel            | Houston Astros                   | 20-8       | 0        | 2.48        |
| 2016 | Rick Porcello             | Boston Red Sox                   | 22-4       | 0        | 3.15        |
| 2017 | Corey Kluber              | Cleveland Indians                | 18-4       | 0        | 2.25        |
| 2018 | Blake Snell               | Tampa Bay Rays                   | 21-5       | 0        | 1.89        |
| 2019 | Justin Verlander (2)      | Houston Astros                   | 21-6       | 0        | 2.58        |
| 2020 | Shane Bieber              | Cleveland Indians                | 8-1        | 0        | 1.63        |
| 2021 | Robbie Ray                | Toronto Blue Jays                | 13-7       | 0        | 2.84        |
| 2022 | Justin Verlander (3)      | Houston Astros                   | 18-4       | 0        | 1.75        |
| 2023 | Gerrit Cole *             | New York Yankees                 | 15-4       | 0        | 2.63        |

### Liga Nacional (1967-presente)
| Año  | Lanzador            | Equipo                | G/P   | Salvados | Efectividad |
| ---- | ------------------- | --------------------- | ----- | -------- | ----------- |
| 1967 | Mike McCormick      | San Francisco Giants  | 22-10 | 0        | 2.85        |
| 1968 | Bob Gibson*         | St. Louis Cardinals   | 22-9  | 0        | 1.12        |
| 1969 | Tom Seaver          | New York Mets         | 25-7  | 0        | 2.21        |
| 1970 | Bob Gibson          | St. Louis Cardinals   | 23-7  | 0        | 3.12        |
| 1971 | Ferguson Jenkins    | Chicago Cubs          | 24-13 | 0        | 2.77        |
| 1972 | Steve Carlton*      | Philadelphia Phillies | 27-10 | 0        | 1.98        |
| 1973 | Tom Seaver          | New York Mets         | 19-10 | 0        | 2.08        |
| 1974 | Mike Marshall       | Los Angeles Dodgers   | 15-12 | 21       | 2.42        |
| 1975 | Tom Seaver          | New York Mets         | 22-9  | 0        | 2.38        |
| 1976 | Randy Jones         | San Diego Padres      | 22-14 | 0        | 2.74        |
| 1977 | Steve Carlton       | Philadelphia Phillies | 23-10 | 0        | 2.64        |
| 1978 | Gaylord Perry       | San Diego Padres      | 21-6  | 0        | 2.73        |
| 1979 | Bruce Sutter        | Chicago Cubs          | 6-6   | 37       | 2.22        |
| 1980 | Steve Carlton       | Philadelphia Phillies | 24-9  | 0        | 2.34        |
| 1981 | Fernando Valenzuela | Los Angeles Dodgers   | 13-7  | 0        | 2.48        |
| 1982 | Steve Carlton       | Philadelphia Phillies | 23-11 | 0        | 3.11        |
| 1983 | John Denny          | Philadelphia Phillies | 19-6  | 0        | 2.37        |
| 1984 | Rick Sutcliffe*     | Chicago Cubs          | 20-6  | 0        | 3.64        |
| 1985 | Dwight Gooden*      | New York Mets         | 24-4  | 0        | 1.53        |
| 1986 | Mike Scott          | Houston Astros        | 18-10 | 0        | 2.22        |
| 1987 | Steve Bedrosian     | Philadelphia Phillies | 5-3   | 40       | 2.83        |
| 1988 | Orel Hershiser*     | Los Angeles Dodgers   | 23-8  | 1        | 2.26        |
| 1989 | Mark Davis          | San Diego Padres      | 4-3   | 44       | 1.85        |
| 1990 | Doug Drabek         | Pittsburgh Pirates    | 22-6  | 0        | 2.76        |
| 1991 | Tom Glavine         | Atlanta Braves        | 20-11 | 0        | 2.55        |
| 1992 | Greg Maddux         | Chicago Cubs          | 20-11 | 0        | 2.18        |
| 1993 | Greg Maddux         | Atlanta Braves        | 20-10 | 0        | 2.36        |
| 1994 | Greg Maddux*        | Atlanta Braves        | 16-6  | 0        | 1.56        |
| 1995 | Greg Maddux*        | Atlanta Braves        | 19-2  | 0        | 1.63        |
| 1996 | John Smoltz         | Atlanta Braves        | 24-8  | 0        | 2.95        |
| 1997 | Pedro Martínez      | Montreal Expos        | 17-8  | 0        | 1.90        |
| 1998 | Tom Glavine         | Atlanta Braves        | 20-6  | 0        | 2.47        |
| 1999 | Randy Johnson       | Arizona Diamondbacks  | 17-9  | 0        | 2.49        |
| 2000 | Randy Johnson       | Arizona Diamondbacks  | 19-7  | 0        | 2.64        |
| 2001 | Randy Johnson       | Arizona Diamondbacks  | 21-6  | 0        | 2.49        |
| 2002 | Randy Johnson*      | Arizona Diamondbacks  | 24-5  | 0        | 2.32        |
| 2003 | Éric Gagné          | Los Angeles Dodgers   | 2-3   | 55       | 1.20        |
| 2004 | Roger Clemens       | Houston Astros        | 18-4  | 0        | 2.98        |
| 2005 | Chris Carpenter     | St. Louis Cardinals   | 21-5  | 0        | 2.83        |
| 2006 | Brandon Webb        | Arizona Diamondbacks  | 16-8  | 0        | 3.10        |
| 2007 | Jake Peavy*         | San Diego Padres      | 19-6  | 0        | 2.58        |
| 2008 | Tim Lincecum        | San Francisco Giants  | 18-5  | 0        | 2.62        |
| 2009 | Tim Lincecum        | San Francisco Giants  | 15-7  | 0        | 2.48        |
| 2010 | Roy Halladay*†      | Philadelphia Phillies | 21-10 | 0        | 2.44        |
| 2011 | Clayton Kershaw     | Los Angeles Dodgers   | 21-5  | 0        | 2.28        |
| 2012 | R. A. Dickey        | New York Mets         | 20-6  | 0        | 2.73        |
| 2013 | Clayton Kershaw     | Los Angeles Dodgers   | 16-9  | 0        | 1.83        |
| 2014 | Clayton Kershaw*    | Los Angeles Dodgers   | 21-3  | 0        | 1.77        |
| 2015 | Jake Arrieta        | Chicago Cubs          | 22-6  | 0        | 1.77        |
| 2016 | Max Scherzer        | Washington Nationals  | 20-7  | 0        | 2.96        |
| 2017 | Max Scherzer        | Washington Nationals  | 16-6  | 0        | 2.51        |
| 2018 | Jacob deGrom        | New York Mets         | 10-9  | 0        | 1.70        |
| 2019 | Jacob deGrom        | New York Mets         | 11-8  | 0        | 2.43        |
| 2020 | Trevor Bauer        | Cincinnati Reds       | 5-4   | 0        | 1.73        |
| 2021 | Corbin Burnes       | Milwaukee Brewers     | 11-5  | 0        | 2.43        |
| 2022 | Sandy Alcántara*    | Miami Marlins         | 14-9  | 0        | 2.28        |
| 2023 | Blake Snell (2)     | San Diego Padres      | 14-9  | 0        | 2.25        |

(*) Indica una elección unánime en el primer puesto.